# Harry Chapin
Harry Forster Chapin (New York, 7 dicembre 1942 – New York, 16 luglio 1981) è stato un cantautore statunitense noto per le sue canzoni folk rock come "Taxi", "W*O*L*D" ed il successo "Cat's in the Cradle" (che, talvolta, viene erroneamente attribuito a Cat Stevens) che arrivò prima nella Billboard Hot 100 nel dicembre 1974. 
Chapin era anche un filantropo impegnato a combattere per la fame nel mondo, per aver ispirato all’industria della musica progetti come USA for Africa, Live Aid e Hands across America. 
Perse la vita il 16 luglio 1981, a 38 anni e all'apice della sua carriera, per un arresto cardiaco a seguito di un terribile incidente stradale.
Chapin fu sepolto nell'Huntington Rural Cemetery, nella Contea di Suffolk, New York . Il suo epitaffio sulla pietra tombale è tratto dalla sua canzone "I Wonder What Would Happen to This World":
Oh, se un uomo cercasse di
prendersi il suo tempo sulla Terra
e provare prima di morire
che cosa potrebbe valere la vita di un uomo,
mi chiedo cosa potrebbe succedere
a questo mondo

## Discografia
- Heads & Tales (1972, Elektra)
- Sniper and Other Love Songs (1972, Elektra)
- Short Stories (1973, Elektra)
- Verities & Balderdash (1974, Elektra)
- Portrait Gallery (1975, Elektra)
- Greatest stories live (1976, doppio album, Elektra)
- On the road to kingdom come (1976, Elektra)
- Dance band on the Titanic (1977, doppio album, Elektra)
- Living room suite (1978, Elektra)
- Legends of the lost and found (1979, doppio album, Elektra)
- Sequel (1980, Boardwalk Records)
- Anthology of Harry Chapin (1985, Elektra)
- Remember when the music (1987, Dunhill Compact Classics)
- The gold medal collection (1988, Elektra)
- The last protest singer (1988, Dunhill compact classics)
- Harry Chapin tribute (1990, Relativity record)
- The bottom line encore collection (1998, Bottom Line / Koch)
- Story of a life (1999, Elektra)
- Storyteller (1999, BOA Records)
- Onwards and upwards (2000, Harry Chapin Foundation)
- VH1 behind the music: the Harry Chapin collection (2001, Elektra)
- The essentials (2002, Elektra)
- Classics (2003, Warner special products)
- Heads and tales / Sniper and other love songs (2004, Elektra. Ristampa in doppio CD dei primi due album con bonus track)
- Introducing… Harry Chapin (2006, Rhino Records)